# فوربس نوريس
فوربس نوريس (بالإنجليزية: Forbes Norris)‏ هو سباح أمريكي، ولد في 1 مايو 1928 في ريتشموند في الولايات المتحدة، وتوفي في 18 يونيو 1993 في مل فالي في الولايات المتحدة.

## وصلات خارجية
- فوربس نوريس على موقع الاتحاد الدولي للسباحة (الإنجليزية)
- فوربس نوريس على موقع أوليمبيديا (الإنجليزية)